# Alan Arkin
Alan Wolf Arkin (26. března 1934, New York, USA – 29. června 2023 Carlsbad) byl americký herec, spisovatel a režisér. Za svůj život byl oceněn Oscarem, cenou BAFTA i Zlatým glóbem.

## Život
Narodil se v New Yorku do rodiny učitelky a spisovatele, malíře a učitele, jejichž původ je židovsko-ukrajinský. Když bylo Alanovi 11, stěhovala se rodina do Los Angeles. Rodiče poté byli zbaveni svých povolání z podezření, že podporují komunismus. Herectví se Alan učil již od 10 let věku. Navštěvoval školu Los Angeles City College a od roku 1958 do roku 1968 účinkoval v dětské folkové kapele The Baby Sitters.

## Kariéra
Je jedním z mála herců, kterým se povedlo získat nominaci na Oscara za svou první filmovou roli. Povedlo se mu to s filmem Rusové přicházejí v roce 1966. O dva roky později byl nominován znovu za film Srdce je osamělý lovec. Celkem byl na Oscara nominován několikrát, ale obdržel jej až za film Malá Miss Sunshine v roce 2006. K významným oceněním patří také Zlatý glóbus za film Rusové přicházejí, cena BAFTA za film Malá Miss Sunshine, za který obdržel i Cenu Sdružení filmových a televizních herců. Za své účinkování v broadwayské divadelní hře Enter Laughing obdržel Cenu Tony a to v roce 1963.

## Literární dílo
Jedná se o autora několika knih, mezi nejznámější z nich patří The Clearing nebo The Lemming Condition.

## Osobní život
Má tři děti z prvních dvou manželství. S manželkou, psychoterapeutkou Suzanne Newlander, žil v Novém Mexiku.